# Жирона (баскетбольный клуб)
«Жирона»  (исп. Club Bàsquet Girona 2014) — испанский профессиональный баскетбольный клуб из города Жирона, Испания. Клуб был основан в 2014 году бывшим игроком НБА Марком Газолем. Команда играет в Лиге ACB.

## История
Клуб был основан в 2014 году под названием «Баскетбольный школьный клуб Марка Газоля» игроком НБА Марком Газолем, который ранее выступал за разорившийся клуб «Жирона» с 2006 по 2008 год. В первые годы своего существования клуб выступал только в молодёжных категориях.
В 2016 году к названию клуба было добавлено название города Жирона, в результате чего клуб стал называться «Баскетбольный школьный клуб Жирона Марка Газоля», а год спустя он снова сменил название на просто «Жирона».
Также в 2017 году, стремясь стать главным мужским баскетбольным клубом города, клуб создал старшую команду, которая начала выступать в Лиге EBA четвёртого уровня чемпионата Испании. Ким Коста стал главным тренером в дебютном сезоне.
В ноябре 2021 года Газоль объявил, что будет выступать за клуб, к тому времени выступавший во втором дивизионе чемпионата Испании, до конца сезона 2021/2022, прежде чем решит, завершать ли карьеру.
Клуб впервые в своей истории получил повышение в Лигу ACB после победы над «Эстудиантесом» в финале плей-офф за выход в высшую лигу со счётом 66:60.

## Сезоны
| Сезон     | Уровень | Дивизион  | Позиция | В–П   |
| --------- | ------- | --------- | ------- | ----- |
| 2017/2018 | 4       | Лига EBA  | 3-е     | 17–9  |
| 2018/2019 | 3       | LEB Plata | 9-е     | 18–16 |
| 2019/2020 | 3       | LEB Plata | 2-е     | 19–6  |
| 2020/2021 | 2       | LEB Oro   | 4-е     | 12–14 |
| 2021/2022 | 2       | LEB Oro   | 2-е     | 26–13 |
| 2022/2023 | 1       | Лига ACB  | 15-е    | 11–23 |
| 2023/2024 | 1       | Лига ACB  | 14-е    | 13–21 |